# Erik Ninn-Hansen
Pour les articles homonymes, voir Hansen.
Ne doit pas être confondu avec Erik Hansen ou Erik-Oskar Hansen.
Erik Ninn-Hansen, né le 12 avril 1922 à Skørping (Danemark) et mort le 20 septembre 2014, est un homme politique danois membre du Parti populaire conservateur (KF), ancien ministre et ancien député au Parlement (le Folketing), assemblée qu'il présida.

## Ouvrages
- Syv aar for VKR, 1974.
- Fra Christmas til Baunsgaard. Dansk politik 1948-1973, 1985.
- Ret færd mellem jura og politik, 1990.
- Christmas Møller, 1991.
- Værelse 28. Dansk politik 1974-1994, 1997.